# New York Yankees (AAFC)
Los New York Yankees fueron un equipo profesional de fútbol americano que jugó en la All-America Football Conference (AAFC) desde 1946 hasta 1949. Jugaron en el viejo Yankee Stadium en el Bronx. Su dueño fue Dan Topping, quien llevó a muchos de sus jugadores de su equipo de Brooklyn de la National Football League a la AAFC. El entrenador en jefe fue Ray Flaherty, quien había sido entrenador de los Washington Redskins a principios de la década de 1940. La NFL canceló su equipo de Brooklyn. 
Los Yankees aparecieron en el partido de campeonato de 1946 de la AAFC, pero perdieron con los Cleveland Browns por marcador de 14-9. Llegaron de nuevo al partido de campeonato al año siguiente, perdiendo de nuevo con los Browns por 14-3.
Antes de la temporada de 1949, los Brooklyn Dodgers se retiraron y se fusionaron con los Yankees, y se convirtieron en los Brooklyn-New York Yankees, pero esto solo fue en la última temporada de la AAFC, cuando esta se fusionó con la NFL. Los jugadores de los Yankees fueron divididos entre los New York Giants y los New York Bulldogs.

## Jugadores notables
- Bob Sweiger
- Nate Johnson
- Bruiser Kinard
- Tom Landry
- Spec Sanders
- Otto Schnellbacher
- Arnie Weinmeister
- Clarence Parker

## Récord de temporada
Nota: V = Victorias, D = Derrotas, E = Empates
| Temporada                 | V  | D  | E | Posición Final | Resultados de Playoff                                                     |
| ------------------------- | -- | -- | - | -------------- | ------------------------------------------------------------------------- |
| New York Yankees          |    |    |   |                |                                                                           |
| 1946                      | 10 | 3  | 1 | 1º Este AAFC   | Perdió con Cleveland por 14-9 en el Partido de Campeonato de la AAFC      |
| 1947                      | 11 | 2  | 1 | 1º Este AAFC   | Perdió con Cleveland por 14-3 en el Partido de Campeonato de la AAFC      |
| 1948                      | 6  | 8  | 0 | 3º Este AAFC   | No calificó                                                               |
| Brooklyn-New York Yankees |    |    |   |                |                                                                           |
| 1949                      | 8  | 4  | 0 | 3º AAFC        | Perdió con San Francisco por 17-7, en los playoffs semifinales de la AAFC |
| Totales                   | 35 | 17 | 2 |                |                                                                           |